# Abdelbaki Sahraoui
Pour les articles homonymes, voir Sahraoui.
Cheikh Abdelbaki Sahraoui (en arabe : عبد الباقي صحرواي), né à Constantine le 25 août 1910 et mort assassiné le 11 juillet 1995 à Paris 18e, est un imam algérien et l'un des membres fondateurs du FIS (Front islamique du salut).
Il fut abattu à Paris dans sa mosquée, Khalid ibn al-Walid, située dans la rue Myrha (XVIIIe). Ahmed Omar, 32 ans, un maître-auxiliaire qui chercha à s’interposer, fut également tué. Abdelbaki Sahraoui avait été notamment menacé par le GIA (Groupe islamique armé), en raison de son refus d'exporter le djihad algérien en France. Ses deux meurtriers ne furent jamais identifiés.